# December 5.
December 5. az év 339. (szökőévben 340.) napja a Gergely-naptár szerint. Az évből még 26 nap van hátra.
Névnapok: Vilma + Ábel, Bács, Bacsó, Ciklámen, Csaba, Csanád, Csobád, Dalma, Kerecsen, Sába, Sebő, Ünige

## Események
- 1262 - A pozsonyi békét IV. Béla magyar király és István ifjabb király kötötte Pozsonyban 1262. december 5. előtt, valószínűleg ősszel, az ország területének egymás közötti megosztásáról
- 1456 – Nápolyban erős földrengés tör ki, 35 000-en halnak meg.
- 1492 – Kolumbusz Kristóf felfedezi Hispaniolát, a mai Haiti és Dominikai Köztársaság területét.
- 1560 – IX. Károly Franciaország királya lesz.
- 1590 – XIV. Gergely pápa trónra lép.
- 1837 – Bemutatják Hector Berlioz művét, a Requiem-et.
- 1872 – Szlávy József lesz a miniszterelnök.
- 1917 – Breszt-Litovszkban Szovjet-Oroszország fegyverszüneti szerződést köt a központi hatalmakkal (Németországgal és az Osztrák–Magyar Monarchiával).
- 1919 – Magyarországon megjelenik Beniczky Ödön belügyminiszter rendelete az internálásról, amely szerint őrizetbe veendők azok, akik az állam biztonságára vagy a közrendre és a közbiztonságra veszélyesek, aggályosak és gyanúsak, vagy a gazdaságra káros tevékenységet folytatnak.
- 1926 – Bemutatják Szergej Mihajlovics Eisenstein filmjét, a Patyomkin páncélost.
- 1931 – Moszkvában felrobbantják a Megváltó Krisztus-székesegyházat Sztálin miniszterelnökének utasítására.
- 1936 – Örményország, Azerbajdzsán, Grúzia, Kazahsztán, és Kirgizisztán átveszi a szovjet alkotmányt.
- 1941 – A szovjet ellentámadás megindulásának napja (Moszkvai csata), a német hadsereg első veresége a második világháborúban.
- 1942 – A visszacsatolt Észak-Erdélyben megnyitják a magyar tervezésű és építésű, 48 km hosszú Szeretfalva-Déda közötti vasútvonalat.
- 1957 – Leningrádban vízre bocsátják a világ első nukleáris meghajtású felszíni hajóját, a Lenin atomjégtörőt
- 1977 – Egyiptom megszakítja diplomáciai kapcsolatait Szíriával, Líbiával, Algériával, Irakkal és Dél-Jemennel az Izraellel való békés kapcsolataik miatt.
- 1994 – Oroszország, az Amerikai Egyesült Államok, és az Egyesült Királyság aláírja az ún. budapesti memorandumot, mely biztonsági garanciákat nyújt Ukrajna, Fehéroroszország, és Kazahsztán területi integritását vagy politikai függetlenségét érintő fenyegetés, illetve erőszak alkalmazása esetén. Ukrajna ennek eredményeként 1994 és 1996 között leszerelte a világon a harmadik legnagyobbnak számító nukleáris fegyverarzenálját.
- 1995 – Javier Solana (Spanyolország) a NATO főtitkára (1999. október 6-áig).
- 2004 – A Magyarok Világszövetségének kezdeményezésére (eredménytelenül záruló) népszavazást tartanak Magyarországon a kettős állampolgárságról és a kórházak privatizációjáról.
- 2007 – Kóka Jánostól Kákosy Csaba veszi át a Gazdasági és Közlekedési Minisztérium irányítását.

## Sportesemények
Kézilabda
- 1993 – Női kézilabda világbajnokság, Norvégia – Győztes: Németország

Egyéb
- 2017 – A Nemzetközi Olimpiai Bizottság (NOB) döntése értelmében csapatként nem vehet részt Oroszország a 2018-as phjongcshangi téli ötkarikás játékokon, sportolói legfeljebb az olimpiai mozgalom zászlaja alatt versenyezhetnek. (A NOB-ülés után egy héttel Vlagyimir Putyin orosz elnök úgy határozott, a szigorú szankciók ellenére nem bojkottálják az olimpiát.)[1]

## Születések
- 1443 – II. Gyula pápa a reneszánsz kor legismertebb egyházfője († 1513)
- 1782 – Martin Van Buren az Amerikai Egyesült Államok 8. elnöke, hivatalban 1837–1841-ig († 1862)
- 1789 – Trattner János Tamás magyar nyomdász, kiadó, mecénás, könyvkereskedő († 1825)
- 1803 – Fjodor Ivanovics Tyutcsev orosz költő, diplomata († 1873)
- 1830 – Christina Georgina Rossetti angol költő († 1894)
- 1851 – Petrik Lajos vegyész, keramikus, a Magyar Királyi Állami Felső Ipariskola tanára, majd később igazgatója († 1932)
- 1861 – Armando Diaz olasz tábornok és főparancsnok az I. világháború idején († 1928)
- 1867 – Antti Amatus Aarne finn mesekutató († 1925)
- 1872 – Harry Nelson Pillsbury amerikai sakkozó († 1906)
- 1879 – Clyde Vernon Cessna amerikai repülőgépgyáros († 1954)
- 1884 – Kárpáti Aurél Kossuth-díjas magyar író, színháztörténész († 1963)
- 1890 – Fritz Lang osztrák származású amerikai-német filmrendező († 1976)
- 1892 – Baló Elemér magyar színész, érdemes művész († 1970)
- 1899 – Bolesław Woytowicz lengyel zeneszerző, zongoraművész és zenepedagógus († 1980)
- 1901 – Walt Disney Oscar-díjas amerikai grafikus, rajzfilmrendező († 1966)
- 1901 – Werner Heisenberg Nobel-díjas német fizikus, a kvantummechanika egyik megalapítója († 1976)
- 1902 – Pressburger Imre (Emeric Pressburger), Oscar-díjas filmrendező, forgatókönyvíró († 1988)
- 1903 – Cecil Frank Powell Fizikai Nobel-díjas angol fizikus († 1969)
- 1904 – Lengyel Lajos Kossuth-díjas magyar grafikus, könyv- és fotóművész († 1978)
- 1909 – Deák Sándor Jászai Mari-díjas magyar színész, érdemes és kiváló művész († 2002)
- 1911 – Władysław Szpilman lengyel zongoraművész, zeneszerző († 2000)
- 1915 – Benjámin László Kossuth-, Baumgarten- és József Attila-díjas magyar költő († 1986)
- 1917 – Ken Downing (Kenneth Henry Downing) brit autóversenyző († 2004)
- 1924 – George Savalas amerikai színész († 1985)
- 1925 – Anastasio Somoza Nicaragua diktátora, Paraguay-i száműzetésben († 1980)
- 1925 – Toma András az utolsóként hazatért magyar hadifogoly († 2004)
- 1931 – Zimányi József fizikus, akadémikus († 2006)
- 1931 – Galambos Erzsi Kossuth- és Jászai Mari-díjas magyar színésznő († 2023)
- 1932 – Jim Hurtubise (James Hurtubise) amerikai autóversenyző († 1989)
- 1932 – Little Richard amerikai énekes, dalszerző és zongorista, a rock and roll egyik korai úttörője, Rhythm and blues és rockénekesek generációjának inspirálója († 2020)
- 1932 – Sheldon Lee Glashow Nobel-díjas amerikai fizikus
- 1934 – Joan Didion amerikai író († 2021)
- 1937 – Majczen Mária Jászai Mari-díjas magyar színésznő († 1974)
- 1941 – Thirring Viola magyar színésznő
- 1944 – Jeroen Krabbé holland születésű amerikai színész
- 1946 – Berki Antal magyar színész († 2006)
- 1946 – José Carreras spanyol operaénekes
- 1947 – Dzsugderdemidín Gurragcsá az első mongol űrhajós, Mongólia védelmi minisztere
- 1949 – Törő István író, költő, újságíró, mezőgazdász
- 1950 – Varga Lajos jelenlegi váci segédpüspök
- 1951 – Menszátor Magdolna magyar színésznő
- 1959 – Kiss Jenő Ferenc magyar szobrászművész
- 1961 – Szabó Zsuzsa magyar színésznő
- 1962 – José Cura argentin operaénekes, karmester
- 1966 – Bo Johan Renck  svéd filmrendező, zenész (Stakka Bo néven  lett népszerű)
- 1967 – Tóth Krisztina József Attila-díjas magyar költő, író, műfordító, ólomüveg készítő
- 1968 – Kövesfalvi István magyar labdarúgó
- 1970 – Jordi Gené spanyol autóversenyző
- 1973 – Sorin Grindeanu román informatikus, szociáldemokrata párti politikus, hírközlési miniszter
- 1975 – Ronnie O’Sullivan angol sznúkerjátékos
- 1979 – Ifj. Wiedermann Károly magyar adásrendező, szerkesztő, gyártásvezető, felvételvezető
- 1979 – Khumiso Ikgopoleng botswanai ökölvívó
- 1983 – Annamay Pierse amerikai úszónő
- 1984 – Fülei Balázs magyar zongoraművész
- 1993 – Támadi Anita magyar színésznő
- 1994 – Balovics Ádám magyar labdarúgó
- 1995 – Sipos László Márk magyar színész
- 2006 – Silia Kapsis, görög és ciprusi felmenőkkel rendelkező ausztrál énekesnő

## Halálozások
- I. e. 63 – Publius Cornelius Lentulus Sura római politikus, az előkelő patricius Cornelia gens tagja, a Catilina-összeesküvés egyik vezetője (* ?)
- 1608 – Rákóczi Zsigmond erdélyi fejedelem (* 1544)
- 1703 – Zabanius János lovag, az erdélyi szászok grófja, szebeni királybíró, Zabanius Izsák fia (* 1664)
- 1770 – James Stirling skót matematikus (* 1692)
- 1791 – Wolfgang Amadeus Mozart osztrák zeneszerző, karmester (* 1756)
- 1870 – id. Alexandre Dumas francia író (* 1802)
- 1880 – Bódogh János magyar református lelkész (* 1809)
- 1907 – Dessewffy Sándor csanádi püspök (* 1834)
- 1923 – Dobó Sándor színész, szinházigazgató, impresszionista festőművész (* 1855)
- 1925 – Władysław Reymont (er. Rejment) Irodalmi Nobel-díjas lengyel regényíró (* 1867)
- 1926 – Claude Monet francia impresszionista festőművész (* 1840)
- 1931 – Komáromy András történész, levéltáros, az MTA tagja (* 1861)
- 1937 – Thorma János magyar festőművész (* 1870)
- 1941 – Amrita Sérgil magyar származású indiai festőművésznő (* 1913)
- 1965 – Joseph Erlanger amerikai fiziológus (* 1874)
- 1966 – Radák Lajos magyar huszárezredes, földbirtokos, országgyűlési képviselő (* 1885)
- 1967 – Gömöri Jenő Tamás magyar író, újságíró (* 1890)
- 1973 – Robert Alexander Watson-Watt skót fizikus, a radar feltalálója (* 1892)
- 1991 – Roy Welensky a Közép-afrikai Föderáció miniszterelnöke (* 1907)
- 1993 – Trauner Sándor magyar származású francia festőművész Oscar-díjas díszlettervező (* 1906)
- 1995 – Méliusz József erdélyi magyar költő, író, műfordító, kritikus (* 1909)
- 1999 – Faluvégi Lajos magyar közgazdász, pénzügyminiszter (* 1924)
- 2008 – II. Alekszij moszkvai ortodox pátriárka (* 1929)
- 2010 – Samil Burzijev orosz labdarúgó (* 1985)
- 2012 – Hollósi Frigyes Jászai Mari-díjas magyar színész (* 1941)
- 2012 – Dave Brubeck amerikai dzsessz-zongorista, zeneszerző (*  1920)
- 2013 – Nelson Mandela Nobel-békedíjas dél-afrikai politikus (* 1918)
- 2014 – Fabiola belga királyné (* 1928)
- 2017 – I. Mihály román király (* 1921)
- 2020 – Pécsi Ildikó Kossuth- és Jászai Mari-díjas magyar színésznő (* 1940)
- 2021 – Bob Dole amerikai politikus, szenátor, elnökjelölt (* 1923)
- 2022 – Kirstie Alley Golden Globe-díjas amerikai színésznő (* 1951)

## Nemzeti ünnepek, emléknapok, világnapok
→Sablonvita:Ünnepek/12-05:
- A gazdasági és szociális fejlődés önkénteseinek világnapja[2]
- apák napja Thaiföldön[3]
- a felfedezés napja a Dominikai Köztársaságban (Kolumbusz 1492-es megérkezésének emlékére)[4]
- Sabai Szent Szabbász kappadókiai származású palesztinai remete, a Mar Saba-i kolostor alapítójának emléknapja a katolikus egyházban[5]